# Sébastien Grosjean
Sébastien Grosjean (født 29. maj 1978 i Marseille, Frankrig) er en fransk tennisspiller, der blev professionel i 1996. Han har igennem sin karriere vundet 4 single- og 5 doubletitler, og hans højeste placering på ATP's verdensrangliste er en 4. plads, som han opnåede i oktober 2002.

## Grand Slam
Grosjean har 4 gange stået i semifinaler i singlerækkerne ved Grand Slam-turneringer. I 2001 var det både i Australian Open og French Open, og i både 2003 og 2004 var han blandt de sidste 4 ved Wimbledon.

## Eksterne links
- Sébastien Grosjeans hjemmeside Arkiveret 6. november 2008 hos  Wayback Machine
- Sébastien Grosjeans opslag i Munzinger Sportsarchiv (tysk)
- Sébastien Grosjeans profil på Sports-Reference OL-resultater (arkiveret) (engelsk)
- Sébastien Grosjeans profil på Olympedia (engelsk)
- Sébastien Grosjeans profil hos ATP World Tour (engelsk)
- Sébastien Grosjeans profil hos ITF Tennis (engelsk)
- Sébastien Grosjeans profil hos Davis Cup (engelsk)
- Sébastien Grosjeans profil hos ITF Tennis (engelsk)